# 봉화 청량사 목조지장보살삼존상
봉화 청량사 목조지장보살삼존상(奉化 淸凉寺 木造地藏菩薩三尊像)은 대한민국 경상북도 봉화군 명호면 북곡리, 청량사에 있는 조선시대의 보살상이다. 2010년 10월 25일 대한민국의 보물 제1666호로 지정되었다.

## 개요
지장보살상은 지옥중생의 구제를 위해 깊은 사유에 잠긴 듯 고요하게 처리된 상호(相好)에서 높은 종교성을 읽을 수 있고, 불신의 구성 요소요소가 상호 유기적이고 이지러짐이 없어 조각적 완성도도 높다. 불신에 표현된 선 역시 불필요한 선들은 최대한 배제하고 힘과 강약이 있는 직선과 곡선을 적절하게 구사하여 유려하면서도 탄력 넘치는 세련된 선묘를 보여준다. 형태가 다소 둔중한 느낌이 없지 않으나 이러한 점이 오히려 중후한 안정감을 주어 보살상의 종교적 완성미를 이루는데 공헌하고 있는 것으로 생각된다. 따라서 이 삼존상은 현존하는 16세기 불상 중에서 종교성과 조각적 완성도를 두루 갖춘 보기 드문 작품으로 판단된다.
비록 이 불상을 봉안한 사찰이나 작자, 다양한 시주층 등이 밝혀지지 않아 유감스럽지만, 다행스럽게도 복장에서 발견된 발원문과 양식분석을 통해 이 삼존상의 제작연대를 1578년으로 추정할 수 있다. 이 지장보살삼존상과 비교할만한 상이 없을 정도로 이 시기에 조성된 불상이 매우 드물고, 뿐만 아니라 1578년이라는 제작시기에서 알 수 있듯 조선전기와 임진왜란 이후 전개되는 조선후기 불교조각의 흐름을 파악하는데 매우 귀중한 기준자료이다. 또한 불상에서 보이는 개성이 있는 표현이라든지 우수한 조형성 등을 통해서 볼 때 당대 최고의 조각가가 조성한 불상임을 알 수 있다.

## 참고 자료
- 봉화 청량사 목조지장보살삼존상 - 국가유산청 국가유산포털